# Mahmud Nedim Pascha

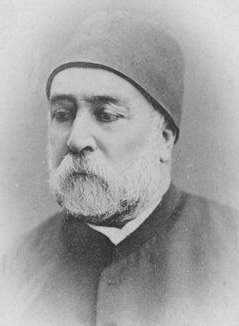
Mahmud Nedim Pascha

Mahmud Nedim Pascha (osmanisch محمود نديم پاشا Mahmûd Nedîm Paşa, * um 1818; † 1883) war ein osmanischer Staatsmann mit georgischen Wurzeln.

## Leben
Mahmud Nedims Vater war Nacib Pascha, Ex-Generalstatthalter von Bagdad. Nachdem er verschiedene untergeordnete Posten an der Pforte bekleidet hatte, wurde er nacheinander Staatssekretär für äußere Angelegenheiten, Generalstatthalter von Syrien und Smyrna, Handelsminister und Generalstatthalter von Tripolis, Justizminister und Marineminister (1869), Großwesir von 1871 bis 1872 und von 1875 bis 1876. Er stand hoch in der Gunst von Sultan Abdülaziz und fiel sehr unter den Einfluss von General Ignatjew, dem energischen russischen Botschafter vor dem Krieg von 1877/78, und sein Wohlwollen gegenüber Russland brachte ihm den Spitznamen Mahmudoff ein. Seine Verwaltung war unter jeglichem Gesichtspunkt äußerst erfolglos, und er war großenteils verantwortlich für die Herausgabe der Verfügung, die die Zinsen auf die türkischen Geldmittel aufhob. Von 1879 bis 1883 war er Innenminister.
| Vorgänger                 | Amt                                                               | Nachfolger                   |
| ------------------------- | ----------------------------------------------------------------- | ---------------------------- |
| Mehmed Emin Ali Pascha    | Großwesir des Osmanischen Reiches 8. September 1871–31. Juli 1872 | Midhat Pascha                |
| Sakızlı Ahmed Esat Pascha | Großwesir des Osmanischen Reiches 21. August 1875–12. Mai 1876    | Mütercim Mehmed Rüşdi Pascha |

| Personendaten    | Personendaten         |
| ---------------- | --------------------- |
| NAME             | Mahmud Nedim Pascha   |
| ALTERNATIVNAMEN  | Mahmudoff (Spitzname) |
| KURZBESCHREIBUNG | osmanischer Politiker |
| GEBURTSDATUM     | um 1818               |
| STERBEDATUM      | 1883                  |